# Lupinus czermakii
Lupinus czermakii är en ärtväxtart som beskrevs av John Isaac Briquet och Bénédict Pierre Georges Hochreutiner. Lupinus czermakii ingår i släktet lupiner, och familjen ärtväxter. Inga underarter finns listade i Catalogue of Life.